# Caeneressa klapperichi
Caeneressa klapperichi là một loài bướm đêm thuộc phân họ Arctiinae, họ Erebidae.